# Totalreservat Berg Nimba

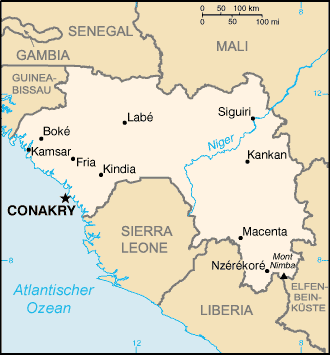
Karte von Guinea mit eingezeichnetem Mont Nimba

Das Totalreservat Berg Nimba (franz. Réserve naturelle intégrale du Mont Nimba oder La Réserve Naturelle Intégrale des Monts Nimba; engl. Mount Nimba Strict Nature Reserve) liegt im Dreiländereck von Guinea, Liberia und der Elfenbeinküste in den Nimbabergen um den Mont Richard-Molard und ist etwa 17.740 ha groß. Die Vegetation besteht neben primärem Regenwald aus hochgelegenen Grasflächen und Savannen. Außer dem bedrohten Zwergflusspferd kommen hier auch viele Affenarten, Büffel und Ducker vor. Es soll auch noch einige Elefantenherden geben. 1981 wurde es zum UNESCO-Weltnaturerbe erklärt, obwohl es keine festgelegten Grenzen hat und nicht den Status eines Nationalparks besitzt. Seit 1992 steht es auf der Roten Liste des gefährdeten Welterbes.

## Erhaltungswert
Dieses von dichtem hochgelegenen guineischen Wald bewachsene Gebiet ist Teil eines der reichhaltigsten und am stärksten gefährdeten Ökosysteme der Welt. Der Berg ist von einer großen topographischen Mannigfaltigkeit und von geologischem und biologischem Interesse mit seiner Vielfältigkeit an Habitaten infolge des Zusammenspiels von Wald und Grasland, den Unterschieden der Substrate, der Höhe, dem Mikroklima und den daraus folgenden Vegetationstypen. Er besitzt eine besonders reichhaltige Flora und Fauna mit endemischen Spezies und ist bekannt als Centre of Plant Diversity. Der Park liegt innerhalb eines von der CI ausgewiesenen Conservation Hotspots, einer Endemic Bird Area und ist eine der 200 Frischwasser-Ökoregionen des WWF weltweit.

## Geschichte

### Naturschutzgebiet
1943 wurde in Elfenbeinküste ein Naturschutzgebiet als forêt classée eingerichtet, ein Jahr später folgte die Gründung des Réserve Naturelle Intégrale in Guinea mit einer Größe von 17.130 ha, die den ivorischen Teil mit einbezog. Bergbau war in diesem Naturschutzgebiet erlaubt. 1955 wurde es um 2160 ha erweitert.
Den Status eines Biosphärenreservats, in dem auch der ivorische und liberianische Teil des Mont Nimba enthalten waren, erhielt es 1980. 1981 wurde der guineische Sektor auf die Liste des UNESCO-Welterbes gesetzt, im darauffolgenden Jahr vergrößerte sich das geschützte Gebiet mit dem ivorischen Sektor auf 19.290 ha. 1992 wurde es aufgrund des geplanten Eisenerz-Abbaus und einer Flüchtlingsinvasion auf die Rote Liste des gefährdeten Welterbes gesetzt.
1993 wurde die Größe des Naturschutzgebiets auf 17.749 ha verringert, um 1550 ha Eisenerzablagerungen, die 1981 durch einen Fehler mit einbezogen worden waren, auszuschließen. Zurzeit ist das Naturschutzgebiet in Guinea 12.540 ha groß, während das Naturschutzgebiet in Elfenbeinküste 5200 ha umfasst. Zum 21.780 ha großen Kern des umgebenden Biosphärenreservats wurden der Wald von Déré mit 8920 ha und die Bossou-Hügel mit 320 ha hinzugefügt. Außerdem existieren sehr große Puffer- und Übergangszonen.

### Verwaltung
Zur Verwaltung des Gebiets wurde 1995 das Centre de Gestion de l'Environnement des Monts Nimba (CEGEN) gegründet, das die direkte Verwaltung durch das Ministry of Energy and the Environment ersetzte. 2001 bzw. 2002 fanden zwei Treffen der drei Länder statt, um die Kooperation über die Landesgrenzen hinweg zu verbessern. Die Parkverwaltung dehnte sich 2005 bis auf das Simandou-Massiv aus, wurde in CEGENS umbenannt und zog vom in der Nähe gelegenen Lola in die Hauptstadt, Conakry. Der ivorische Teil wird durch die Direction des Parcs Nationaux et Réserves Analogues unter dem Ministry of Waters and Forests verwaltet.

## Geographie und Geologie
Das Naturschutzgebiet liegt 20 km von Lola in Guinea entfernt bei 7°32'N bis 7°44'N und 8°20'W bis 8°30'W auf einer Meereshöhe von 450 bis 1752 m. Die höchste Erhebung ist der Mont Richard-Molard, der zur Mont-Nimba-Bergkette gehört. Diese ist ein 40 km langer Bergkamm, der von Südwesten nach Nordwesten führt. Die nördlichen 3/5 derselben befinden sich in Guinea und der Elfenbeinküste, während der Rest in Liberia liegt. Sie ist Teil eines Liberia begrenzenden Gebirgsgrats aus Präkambrium-Fundamentgestein, überwiegend Granit. Ihr grasbewachsener Gipfel ragt abrupt 1000 m über einem beinahe flachen umgebenden Glacis auf. Die Bergkette ist ein anschauliches Beispiel für Erosionsprozesse. Das scharfe Relief der Berge mit ihren grasbedeckten Gipfeln, abschüssigen Hängen und dem flachen, offenen Fuß der Berge wird durch einen Bergkamm aus Eisenquarzit gebildet, der hinter weicheren metamorphen Gesteinen zum Vorschein kommt. Verwitterung ließ auch eine weite Fläche aus hartem Eisenquarzit zurück, die aus erodiertem Schiefer am Fuß der Berge und Granit bzw. Gneis herausragt. Diese Kruste über dem ganzen Glacis der westlichen und nördlichen Teile des Fußes der Berge ergibt sehr karge Böden, normalerweise Lithosol (Skelettboden), wenn überhaupt vorhanden. Aus diesen Bodenbedingungen erklären sich die baumlosen, grasbewachsenen Gipfel genauso wie die Savannenzone bei 500 bis 550 m um die Berge herum oberhalb der Höhe, auf der dichter Wald wächst. Die Nimbaberge weisen eine große topographische Mannigfaltigkeit mit Tälern, Hochebenen, abgerundeten Bergspitzen, felsigen Gipfeln, jähen Klippen, Wasserfällen und bloßen Granitblöcken auf. Die gesamte Gegend ist ein riesiges Wassereinzugsgebiet und Reservoir. In den Bergen entspringen 32 Nebenflüsse des Cavally (oder Diougou) und des Ya (auch Nuon oder Mami-Fluss in Liberia), welche tiefe, reich bewaldete Täler schnitten. Die liberianischen, südlichen zwei Fünftel des Berges sind ungeschützt und ihre Vorkommen an Bauxit und Eisenerz werden in großem Maße ausgebeutet. Unglücklicherweise für seine Erhaltung enthält das Quarzit, das unter der Bergkette liegt, besonders unter den nördlichsten Gipfeln des Pierré Rechaud und des Mont Sempéré, geschätzt 600 Millionen Tonnen hochqualitatives 66 % Eisenerz tragendes Gestein. Drei Quellgebiete des Diougou, der Zougue, der Zie und der Gouan, entstehen in dem Gebiet, in dem Erz gefördert werden kann.

## Klima
Mont Nimba hat ein subäquatoriales Montanklima (montan bedeutet von Hochland unter der subalpinen Zone), das verschiedenen Einflüssen unterworfen ist. Das südliche Ende der Bergkette erlebt den südwestlichen Monsun vom Ozean her und das Nordende trockene nordwestliche Harmattan-Winde aus der Wüste. Zu saisonalen Veränderungen kommt, dass sich das Klima mit der Höhe und entlang der Länge des Gebiets verändert, auch Regenschatten, auffallende Temperaturvariationen den Tag über und eine anhaltende tägliche Wolkendecke oberhalb von etwa 950 m tragen dazu bei. Das Folgende baut auf Daten vom liberianischen Sektor. Die durchschnittlichen aufgezeichneten Minimal- und Maximaltemperaturen sind 14 °C und 30 °C bzw. 17 °C und 23 °C auf den Gipfeln. Der mittlere Jahresniederschlag beträgt etwa 3000 mm, variiert aber mit der Höhe von ca. 1750 mm am Fuß der Berge (1430 mm am nördlichen Ende) bis zu etwa 3300 mm auf den Gipfeln und es ist auch zu beachten, dass der Niederschlag an dem Meer zugewandten Hängen größer ist als an den nach Norden gewandten Hängen im Regenschatten. Die niederschlagreichsten Monate sind normalerweise April bis November (Mai bis November auf den Gipfeln). Es besteht eine ausgesprochene Schwankung, aber gewöhnlich ist der Niederschlag von August bis Oktober am stärksten. Januar ist der trockenste Monat mit einem durchschnittlichen Niederschlag von 20 mm. Die relative Feuchtigkeit beträgt morgens 94 % bis 99 %, nachmittags sinkt sie auf 70–80 %. Ein mittleres Minimum von 18 % ist für Januar und Februar verzeichnet, wenn trockene, oft stark mit Staub beladene Winde aus der Wüste blasen. Während eines Großteils des Jahres, außer in der trockenen Zeit, entwickelt sich täglich eine dichte Wolkendecke oberhalb von 850 m und bedeckt den halben Berg. Detaillierte Angaben zum Klima werden von Schnell und Adam gegeben.

## Vegetation
Mont Nimba liegt zwischen der tropischen Wald- und der westafrikanischen Savannenzone. Er ist Teil eines Archipels von Gipfeln und Hochebenen, ein abgeschiedenes Refugium bedeckt von höher gelegenem guineischen Montanwald, welcher oberhalb von wellenförmigen Tieflandwaldebenen steil ansteigt. Bekannt ist er als WWF-/IUCN-Centre of Plant Diversity hauptsächlich für seine Wälder, obwohl sich seine endemische Besonderheit in der montanen Graslandzone befindet. Es gibt über 2000 Spezies von Gefäßpflanzen, von denen 16 als in der Region streng endemisch betrachtet werden; beschrieben wurden sie von Adam. Die drei wichtigsten Vegetationstypen des Gebietes sind hochgelegenes Grasland mit Überbleibseln von Hochlandwald, Savanne am Fuß des Berges von 550 bis 600 m mit Galeriewald zwischen 1000 m und 1600 m und Primärwald im Vorgebirge zwischen 600 m und 1000 m, von denen alle eine große Mannigfaltigkeit an Pflanzen aufweisen. Das einzigartige hoch gelegene Grasland oder die montane Savanne kommt natürlicherweise vor und wird von Loudetia kagerensis auf den Gipfeln dominiert. Endemisch sind der Streifenfarn Asplenium schnellii, das Schwarzmundgewächs Osbeckia porteresii und das Heidekrautgewächs Blaeria nimbana, darüber hinaus auch die zu den Hülsenfrüchtlern gehörende Dolichos nimbaensis und die Wolfsmilch-Art Euphorbia depauperata (nur auf dem Berg und in Äthiopien auffindbar). An den Hängen wachsen holzige Pflanzen wie die in der Region endemische Protea occidentalis. Die Savanne am Fuß des Berges ist ungleichmäßig und variiert entsprechend ihrem Grad an Lateritisierung und Gesamtentwicklung; an manchen Plätzen ist sie sumpfig, Felsen überlagernd. Sie bildet die Lebensgrundlage für eine große Mannigfaltigkeit an krautartigen Gemeinschaften. Über diese Savannen hinaus ist eine weite Ebene mit Tieflandwald bedeckt. Die Überreste an Montanwald sind geeignet, um von Myrtaceae-Spezies dominiert zu werden und die höchsten Täler von dem Baumfarn Cyathula cylindrica bzw. Cyathula mannii. Die Savanne ist durchbrochen von Galeriewäldern, die sich in Schluchten zwischen 1000 m und 1600 m ausdehnen. Bei etwa 900 m gibt es einen plötzlichen Wechsel zu submontanem Bergregenwald und oberhalb von 1000 m herrscht Parinari excelsa vor, außerdem kommen Syzygium montanum und Gaertnera spp. vor. In diesen Wolkenwäldern oberhalb von 1200 m gibt es reichlich Lianen, Epiphyten, Farne, Bärlapppflanzen, Flechten, Pilze und Moose. Hier kommen 101 Orchideen-Spezies, einschließlich einer endemischen, Rhipidoglossum paucifolium, vor. Trockenere, halb laubabwerfende Wälder in mittleren Höhen mit Bäumen wie Triplochiton scleroxylon, Piptadeniastrum africanum und Parkia bicolor können am nördlichen Ende der Bergkette an den Hängen, die den austrocknenden Winden aus der Wüste mehr ausgesetzt sind, gefunden werden. Sie sind wegen des landwirtschaftlichen Drucks seltener als Regenwälder und manche der Trockenwald-Spezies sind aus vielen Gebieten verschwunden. Der dichte, feuchte, überwiegend primäre Tieflandwald befindet sich am Fuß des Berges und in tiefer gelegenen Tälern, besonders im Süden, zwischen 550 m und 900 m. Die vorherrschenden Spezies sind Lophira alata, Heritiera utilis, Mapania spp., Chlorophora regia, Morus mesozygia und Terminalia ivorensis. Sekundärwald ist dort zu finden, wo das Land brandgerodet wurde. Verkleinerung und Degradierung des Gebietes durch Bergbau könnten auch zu einer Invasion von fremdländischen Kräutern und einer Abnahme der Spezies, die zur Fortpflanzung eine ungestörte Umgebung benötigen, führen.

## Fauna
Über 500 neue Tier-Arten wurden im Mont-Nimba-Naturschutzgebiet entdeckt und in der Vergangenheit wurden mehr als 200 endemische Arten am liberianischen Ende des Mont Nimba gefunden. 317 Wirbeltierspezies von einer außergewöhnlich großen Mannigfaltigkeit wegen der vielen Habitate, die durch die ineinander übergreifenden Graslandschaften und Wälder und eine große Abwechslung an mikroklimatischen Nischen gebildet werden, sind verzeichnet.

### Säugetiere

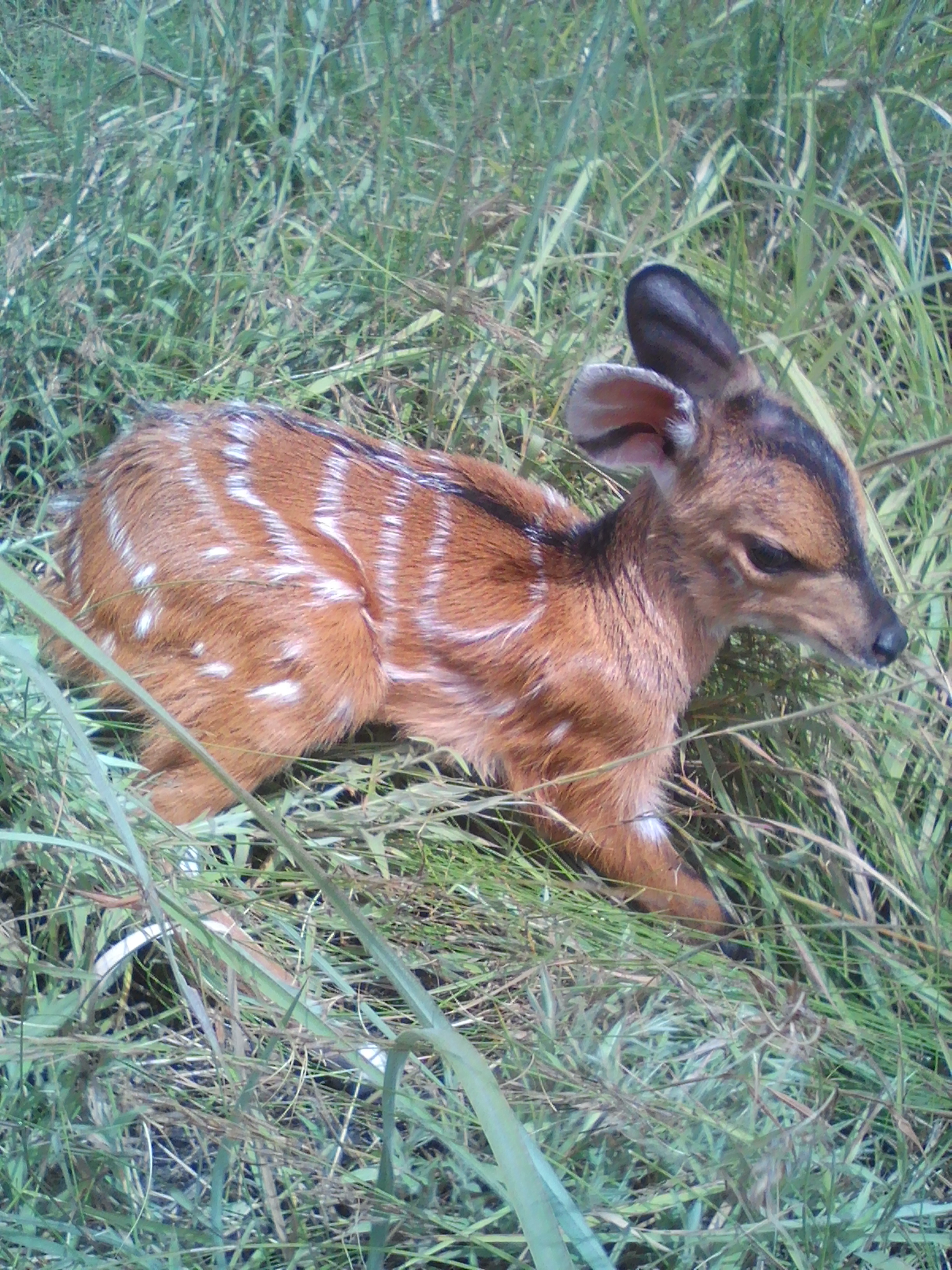
Junge Kongo-Schirrantilope am Mont Nimba

Im Naturschutzgebiet kommen viele seltene Arten von Nagetieren und Fledermäusen vor, darunter das Ölpalmenhörnchen Protoxerus stangeri, die Nimba-Spitzmaus (Crocidura nimbae) und Crocidura obscurior (gefährdet), die Rundblattnase Hipposideros marisae (stark gefährdet) und das Echte Dornschwanzhörnchen Anomalurus beecrofti. Außerdem gibt es kleine Populationen von Primaten wie die Dianameerkatze (Cercopithecus diana) (stark gefährdet), der Westafrikanische Stummelaffe (Piliocolobus badius) (stark gefährdet), der Weißbart-Stummelaffe (Colobus polykomos), der Potto (Perodicticus potto), weniger der Senegal-Galago (Galago senegalensis) und die Schimpansen-Unterart Pan troglodytes verus (stark gefährdet; 1995 etwa 300), welche direkte Nachbarn der werkzeugbenutzenden Population in Bossou sind. Zu den weiteren Säugetieren zählen das Weißbauchschuppentier (Manis tricuspis), wahrscheinlich auch das Riesenschuppentier (Manis gigantea) und das Langschwanzschuppentier (Manis tetradactyla), darüber hinaus die Rohrratte Thryonomys swinderianus, der Kapotter (Aonyx capensis) und weniger Kleine Otterspitzmäuse (Micropotamogale lamottei) (stark gefährdet), eine neue Gattung, die auf dem Mont Nimba entdeckt wurde, der Pardelroller (Nandinia binotata), die Afrikanische Zibetkatze (Civettictis civetta), die Ginsterkatzen Genetta fieldiana, Genetta servalina und die seltene Genetta johnstoni, die Schlankmanguste (Herpestes sanguineus), der Löwe (Panthera leo) (gefährdet), der Leopard (Panthera pardus) und die Afrikanische Goldkatze (Profelis aurata) (gefährdet). Es gibt auch Populationen des Klippschliefers (Procavia capensis) und des Baumschliefers (Dendrohyrax dorsalis); außerdem des Pinselohrschweines (Potamochoerus porcus), des Wüstenwarzenschweines (Phacochoerus aethiopicus), des Buschbockes (Tragelaphus scriptus), des Schwarzduckers (Cephalophorus niger), des Schwarzrückenduckers (Cephalophus dorsalis), des Maxwell-Duckers (Philantomba maxwellii) und des Rotbüffels (Syncerus caffer nanus). Viele von diesen stellen die Beute für die wachsende Zahl an Leoparden. Das Zwergflusspferd (Choeropsis liberiensis) (gefährdet) wurde 1998 von Lamotte für auf dem Berg nicht mehr auffindbar erklärt, doch 2007 wurde es bei dem UNESCO-/IUCN-Report als anwesend aufgelistet.

### Vögel
Das Reservat liegt innerhalb einer Endemic Bird Area. Seine vielfältige Avifauna spiegelt die Mannigfaltigkeit der topographischen und klimatischen Bedingungen wider. Einige seltene endemische Vogelspezies kommen vor, besonders in den verschiedenen Waldtypen. 72 Arten wurden als ortsansässig verzeichnet, aber diese Anzahl ist im Verhältnis zu dem möglichen Vorkommen im Naturschutzgebiet klein. Unter anderem sind dies die beinahe endemische Halmsängerartige Prinia leontica (gefährdet), die Zimttaube (Columba larvata), die Rotrücken-Fischeule (Scotopelia ussheri) (stark gefährdet), der Lappenkuckuckswürger (Campephaga lobata) (gefährdet), der Weißkehlbülbül (Criniger olivaceus) (gefährdet), der Gelbkopf-Felshüpfer (Picathartes gymnocephalus) (gefährdet), der Marulaschnäpper (Melaenornis annamarulae) (gefährdet), die Grauflügel-Rötel (Cossypha polioptera) (gefährdet), der Kurzschwanz-Feinsänger (Apalis sharpii) und der Bülbül Bleda eximia (gefährdet). Die Vögel der liberianischen Nimbaberge wurden von Colston & Curry-Lindahl 1986 detailliert beschrieben.

### Weitere Tierwelt
Die Wälder enthalten mehr als 10 Reptilien- und Amphibienarten einschließlich der westafrikanischen Kröte Bufo superciliaris und der Frösche Kassina lamottei und Arthroleptis crusculum. Die bemerkenswerteste Art ist die lebendgebärende Kröte Nimbaphrynoides occidentalis (vom Aussterben bedroht), die in montanem Grasland bei Höhenlagen zwischen 1200 und 1600 Meter vorkommt und eine der wenigen schwanzlosen, nur lebendgebärenden Amphibien der Welt ist. Die Hälfte der Population findet sich in dem vorgeschlagenen Bergbaugebiet. Nimbaphrynoides liberiensis (vom Aussterben bedroht), auch auf dem Mont Nimba zu finden, teilt mit ihr das Merkmal der Anpassung an besonders trockene Bedingungen. Der Nimba-Berg-Riedfrosch (Hyperolius nimbae) bewohnt nur den südwestlichen Fuß des Berges in Elfenbeinküste. Von dem 1958 erstmals beschriebenen Frosch konnte seit 1967 kein einziges Exemplar gesichtet werden und es wurde vermutet, dass er bereits ausgestorben sei, bis er von einer Expedition im Jahr 2010 wiederentdeckt wurde.
Fische gibt es mit 15 Familien und 22 Gattungen reichlich, besonders unter 500 m. Außerdem sind 2500 Nicht-Wirbeltier-Spezies verzeichnet, welche im Hochland durch Schnecken und viele Schmetterlings- und Insektenspezies der Familien Carabidae (Laufkäfer), Gryllidae (Echte Grillen), Acrididae (Feldheuschrecken) und Forficulidae (Ohrwürmer) vertreten sind, davon sind über 20 auf dem Massiv endemisch.

## Menschen im Naturschutzgebiet

### Lokale menschliche Bevölkerung
Wahrscheinlich gab es niemals Siedlungen auf den Bergen, die teilweise von der Furcht vor dort wohnhaften Geistern geschützt wurden, aber in den niedrigeren Lagen sind in der Vegetation Beweise für frühere Siedlungen, die inzwischen überwuchert wurden, vorhanden. Es gibt zehn in der Nähe gelegene existierende Dörfer mit einigen Tausend Einwohnern, hauptsächlich Landwirte. Seit 1991 nimmt der Bevölkerungsdruck infolge des Stromes an Flüchtlingen aus Liberia zu. Da für den Bergbau Arbeitskräfte benötigt werden, wird er viele Einwanderer anlocken.

#### Vor- und Frühgeschichte
Der Berg ist von gewissem Interesse für die prähistorische Archäologie, da Steinwerkzeuge und behauene Splitter von Ammoniten unter einem Felsdach bei Blandé am nördlichen Ende gefunden wurden.

### Besucher und Besichtigungsmöglichkeiten
Tourismus ist innerhalb des strikten Naturschutzgebietes verboten, innerhalb des Biosphärenreservats ist er jedoch in organisierten Gruppen erlaubt.

## Wissenschaft und Forschung
Der Berg ist eines der am besten studierten Gebiete in Afrika. Er wurde im Sinne der Taxonomie gut erforscht und die geologischen, botanischen und zoologischen Bestandsaufnahmen (außer der Vögel) wurden vervollständigt. Eine Zusammenfassung der Naturgeschichte der Nimba-Bergkette in Guinea, der Elfenbeinküste und Liberia wurde 1972 herausgegeben, eine Bibliographie und andere Studien 1986. Beschreibungen früherer Arbeiten über die liberianischen Nimba-Berge wurden 1965, 1968 und 1969 herausgebracht. Das wichtigste einzelne Werk ist wahrscheinlich das von 1971–1983 über die Flora, während der guineische und ivorische Teil der Nimbaberge durch eine Anzahl von Veröffentlichungen bekannt wurden. Die wichtigsten Werke befassen sich mit der Geographie (1955) und der montanen Vegetation (1952), außerdem wurde einiges über die Fauna geschrieben. Die Regierung hat eine Vielzahl von Missionen und Ausbildungsberatungen zusammen mit der UNESCO organisiert, um die Probleme des Ökosystemschutzes genau zu bestimmen. Diese Missionen haben das Wissen über die Fauna, Flora und Bodenbeschaffenheit vermehrt. Zur gleichen Zeit studierten Forscher von Guineas Universitäten und dem Institut für Primatologie, Universität Kyōto, die werkzeugbenutzenden Schimpansen im nahe gelegenen Bossou. Über 500 neue Spezies wurden beschrieben oder über sie Bericht erstattet, einschließlich einiger Säugetiere wie einer neuen Otterspitzmausgattung, über zehn Amphibien und Reptilien, verschiedene Fische und Gliederfüßer, besonders Hundertfüßer und Weberknechte sowie Weichtiere. Außerdem wurden hochgelegenes Grasland im Sinne der Vegetationskunde und Primaten studiert und meteorologische Daten erfasst.
Es gibt sechs Patrouillenstationen im Reservat, die zur Überwachung verschiedener Umweltparameter benutzt werden. Seit 1954 haben das Umweltforschungsinstitut von Bossou (IREB) und die Wissenschaftliche Station Nimba in Ziela die wissenschaftlichen Vermessungen in dem Gebiet fortgesetzt. Die Feldforschungsstation des Institut Français pour l'Afrique Noire (IFAN) befindet sich an der nördlichen Spitze des Massivs und besitzt eine lange Aufzeichnung von veröffentlichter Forschung. Zurzeit wird sie von der UNESCO wieder eingesetzt. In Liberia ist das Nimba-Forschungslabor unter der Schutzherrschaft des IUCN-Nimba-Forschungskomitees seit 1963 tätig, die LAMCO (Liberian-American Minerals Company) war Mitgründer. Trotz all dieser individuellen Studien fehlen Daten für das gesamte Gebiet. Die Bergbaugesellschaft hat daher mit der detaillierten kartographischen Erfassung mit Hilfe des Muséum national d’histoire naturelle in Paris und anderen, der klimatischen Überwachung mit dem Met Office, soziologisch-ökonomischen Studien und Bestandsaufnahmen der Flora und Fauna begonnen. Einige internationale Forscher der Bereiche Biologie, Ökologie, Geographie, Primatologie und Meteorologie sind an dem Gebiet interessiert. Mit bewilligten Möglichkeiten könnte die wissenschaftliche Forschung auf dem Mont Nimba die Basis für eine tropische Ökologiestation von internationaler Bedeutung bilden.

## Erhaltungsmanagement
Der große biologische Reichtum des Berges ist seit 1944 Objekt strengen Schutzes, aber die gesetzliche Rechtfertigung hierfür hängt weniger von seinem Naturschutzgebietsstatus als von seiner Ernennung zum Biosphärenreservat und zur World Heritage Site der UNESCO ab. 1995 wechselte die Verantwortung für die Verwaltung des Gebietes von der direkten Kontrolle durch das Ministry for Energy and the Environment zum Zentrum für die Umweltverwaltung des Mont Nimba, Centre de Gestion de l'Environnement des Monts Nimba (CEGEN), seit 2005 als CEGENS auch verantwortlich für das Simandou-Massiv. Dieses ist verantwortlich für alle Umwelt- und Gesetzesfragen, für die Überwachung der Wasserqualität, für die ergänzte Landentwicklung und sozio-ökonomische Studien. Obwohl Wald und Tiere durch einen Präsidentenbeschluss von 1999 geschützt sind, bleiben der gesetzliche Status des Gebiets, die Bergbau-Enklave und die Pufferzonen ungeklärt. Für die Tiere sind strenger Schutz, Verwaltung, Fauna-Freistätten und Jagd festgelegt. Das von UNESCO, UNDP, Weltbank und der japanischen Regierung finanzierte Mont-Nimba-Pilotprojekt legte 1995 einen Verwaltungsplan für das Biosphärenreservat an, jedoch fehlt der Verwaltungsplan für die World Heritage Site immer noch. Das Biosphärenreservat wurde 1993 erweitert, um den Wald von Déré und die Bossou-Hügel einzuschließen, aber die Grenzen dieser beiden Kernzonen sowie die Pufferzonen sind unzulänglich abgegrenzt und eine Verwaltungsstrategie und Betriebsfonds werden noch gebraucht. Mittlerweile wurde beabsichtigt, die großen Eisenerzlager des Berges so bald wie möglich zu fördern. Schon 1978 gab es eine 20-bändige Studie über die Durchführbarkeit des Abbaus von hochgradigem Erz unter den nördlichen Gipfeln, Pierré Rechaud und Mt. Sempéré, obwohl es immer die Absicht war, einen Teil des Profits für die Wiedereingliederung des Bergbaugebietes und die Erhaltung des Reservats zu verwenden. Von 1989 bis 1991 haben UNDP, UNESCO und die guineische Regierung die Auswirkungen von Tagebau und Landwirtschaft auf das Gebiet studiert, wobei auch Forschung zur Vervollständigung des Wissens über dessen äußerst reichhaltige Ökosysteme mit Maßnahmen für seine Überwachung und Schutz betrieben wurde. Dies war die Grundlage für einen Plan von 1991 für eine Übergangszone von 160.000 ha, die den gesamten guineischen Teil des Talbeckens des Cavally-Flusses umfassen sollte. Die damalige Regierung gab zu, in der Zeit der Nominierung zur World Heritage Site einen Fehler bei der Bestimmung der Grenzen gemacht zu haben und dass das für den Bergbau vorgeschlagene Gebiet nicht Teil des Reservats sei. Sie akzeptierte den Vorschlag einer Expertengesandtschaft, die Grenze zu korrigieren, um die Vollständigkeit des Naturschutzgebiets zu gewährleisten. Bergbau erwies sich als wirtschaftlich nicht durchführbar, doch eine Verkleinerung der World Heritage Site um 4530 ha wurde mit der Erlaubnis zum Bergbau hingenommen, um die Gesamtheit des übrigen Besitztums zu bewahren. 1990 begann das EURONIMBA-Konsortium, inzwischen Teil von BHP Billiton, wieder mit der Suche nach Eisenerz im zugewiesenen Land, ebenso wie die Société des Minerais de Fer de Guinée (SMFG).
1999 wurde empfohlen, zum Schutz des Naturschutzgebietes vor der vorgeschlagenen angrenzenden Mine Geld anzulegen. Ein von GEF, UNDP, UNESCO und FFI unterstütztes Programm, Conservation of the Biodiversity of the Nimba Mountains through Integrated and Participatory Management, wurde in großem Umfang von Sponsoren getragen. Dieses Projekt ist verantwortlich für Umwelt- und Gesetzesfragen, die Überwachung der Wasserqualität der Gegend, sozio-ökonomische Studien sowie für die integrierte Landentwicklung. Die Gesellschaft hat sich dazu verpflichtet, in den nächsten 25 Jahren, während die Mine auf dem Pierré Richaud betrieben wird, das ökonomische Wachstum der Region auf eine Weise, bei der auf das Reservat Rücksicht genommen wird, zu steigern. GEF und USAID unterstützen dies, um dabei zu helfen, die Wasserverschmutzung durch die Mine und den Verzicht auf die Förderung von 50 Millionen Tonnen Erz mit hohem Eisengehalt zu kontrollieren. Drei Dorfüberwachungskomitees wurden eingerichtet, um Jäger davon zu überzeugen, sich den Bemühungen um die Überwachung der Wildtiere anzuschließen. 2001 und 2002 wurden Treffen der drei Länder Guinea, Elfenbeinküste und Liberia zur Verbesserung der Kooperation über die Landesgrenzen hinweg und zur Vereinbarung gemeinsamer Managementstrategien mit klarer Grenzziehung, Beziehungen zu den umliegenden Gemeinden und Spendenwerbung von UNESCO, Rio Tinto Group und IUCN Niederlande finanziert und von Flora & Fauna International, Conservation International und BirdLife International mit anderen NGOs organisiert. Ein UNDP/ GEF-Projekt wurde zur Bereitstellung von Richtlinien für integriertes Management und zur Unterstützung von Diensten zur Errichtung lokaler Kapazität, Entwicklung eines integrierten Projektes und Einrichtung einer tri-nationalen Mount Nimba Foundation angelegt. Dieser konnte die Elfenbeinküste, die unabhängig von der Weltbank und EEU finanziert wird, nicht beitreten. Doch 2002 schloss sich Liberia dem Übereinkommen an, die Zusammenarbeit über die Grenzen hinweg verbesserte sich und das WHC drängte die Meinungsverschiedenheiten zwischen Guinea und der Elfenbeinküste über die Deré-Tiapleu-Waldgrenze. Diese Streitfragen sind noch nicht gelöst, da die ivorische Regierung die Kontrolle über ihr Gebiet verloren hat.

### Personal
2005 waren neben dem Direktor 25 Festangestellte mit Patrouillen und Überwachung, Gemeindeentwicklung und Erhaltung beauftragt, doch 2007 gab es einen Umzug vom nahe gelegenen Lola zum 1000 km entfernten Conakry. Die Anzahl der Parkwächter ist unbekannt, aber nicht ausreichend und ihre Ausstattung ist spärlich.

## Bedrohungen
Die Hauptbedrohungen für das Gebiet sind das Bergwerk, Bürgerkriegsflüchtlinge, Wilderei, Entwaldung, Feuer, Eingriffe durch weidende Rinder, unzulängliche Verwaltung und Finanzierung und die mangelnde Kooperationsbereitschaft der Elfenbeinküste über die Landesgrenzen hinweg. Die Situation in der Pufferzone ist schlimmer. 2002 strömten Flüchtlinge des Liberianischen Bürgerkrieges nach Guinea in die World Heritage Site und destabilisierten das Gebiet. 2002 bis 2003 führten die Bürgerunruhen in der Elfenbeinküste zur Einstellung von Tätigkeiten in diesem Teil des Parkes, von Verhandlungen der drei Länder sowie von NGO-Aktivitäten (UNESCO, 2003). Der Drang der wachsenden Bevölkerung nach den Ressourcen des Waldes resultierte in ständiger Wilderei (Bushmeat) und Großwildjagd, sowohl durch Einwohner als auch durch Flüchtlinge aus Liberia, der Elfenbeinküste und auch aus Guinea. Lebensraumzerstörung, hauptsächlich durch Brandrodungslandwirtschaft und weitere Brände, die von Landwirten zur Weidegewinnung gelegt wurden, und Holzfällen zur Landgewinnung, ist eine weitere ernste Bedrohung. In der Trockenzeit dringen Hunderte grasender Rinder in den Park ein. Bis 2001 verhinderten sprachliche, kulturelle, administrative sowie ökonomische Unterschiede zwischen den drei Ländern, zusammen mit dem Bürgerstreit 2000, jede effektive grenzübergreifende Aktion. Die Degradierung der Puffer- und Übergangszonen durch Übergriffe und Entwaldung dauert fort und der Park in der Elfenbeinküste ist von der Regierungskontrolle in die Hände der Rebellen übergegangen, seine Infrastruktur und Ausstattung wurden geplündert und seine Erhaltung wurde eingestellt. Dennoch wird berichtet, dass der Naturreichtum dort überlebt hat (UNESCO, 2006). Die andere Hauptbedrohung ist der Bergbau. Von den 1950ern an verursachte sie enorme Zerstörung in den Ostnimba- und Westnimba-Nationalwäldern im liberianischen Teil des Naturschutzgebiets, bis die Erzablagerungen 1989 erschöpft waren. Die gegenwärtige World Heritage Site schließt sowohl den liberianischen Teil des Berges, welcher durch früheren Bauxitabbau und starke Wilderei entstellt wurde, als auch einen Teil des nördlichen Endes in Guinea aus. Am Nordende der Berge wurden seit 1975 Straßen, Brunnen und Bergwerksschächte gebaut und Werkstätten und Stadtgemeinden in dem Gebiet eingerichtet, das 1944 ein Strict Nature Reserve war.
Ein Plan von 1990 beabsichtigte, Ablagerungen auf den letzten 300 Metern der Hügel im Zentrum des guineischen Teiles abzubauen. Über 6000 ha sind betroffen und 800 ha beim Pierré-Richaud-Bergwerk werden zerstört werden. Diese bedecken ein Grubengelände von 197 ha, welches geschätzt 300 Millionen Tonnen Eisenerz mit einer jährlichen Produktion von 12 Millionen Tonnen Erz und 80 Millionen Tonnen Abraum produziert. Hunderte Quadratmeter Boden wurden über große Gebiete weggeräumt und die Erosion ist bedenklich. Das Wasser im Umkreis von mehreren Meilen ist verschmutzt, vor allem durch eisenhaltigen Felsschutt. Institutsstruktur, Verwaltung und Ressourcen von CEGEN sind nicht ausreichend, um mit der erforderlichen Überwachung und Patrouille fertigzuwerden. Es bestand die Hoffnung, dass Einwirkungen auf die Umwelt durch die Nutzung bereits in Liberia vorhandener Infrastruktur wie der Eisenbahn zum Tiefwasserhafen in Buchanan vermindert werden. Die Gesellschaften BHP Billiton und EURONIMBA verpflichteten sich dazu, die Wasserverschmutzung zu kontrollieren und die Anwesenheit der Bergbaugemeinschaften innerhalb des Parkes möglichst gering zu halten. Eine Studie, die die beste Art und Weise, die Bergbauzonen als künstliche Parks zu rehabilitieren, untersuchte, wurde vorgeschlagen. Falls die Jagd genau kontrolliert würde, könnten die zwei Gebiete als Pufferzonen für die World Heritage Site dienen. Die Störung könnte nichtsdestoweniger eine Invasion in das Reservat durch exotische Spezies auslösen. Diese Bedrohungen führten dazu, dass das Gebiet 1992 zur Roten Liste des gefährdeten Welterbes hinzugefügt wurde. Das EURONIMBA-Konsortium, inzwischen BHP Billiton, begann wieder mit der Forschung nach Eisenerz innerhalb des zugewiesenen Landes. 2003 beriefen sie sich darauf, dass ihr neu zugewiesenes Land zehn Jahre davon entfernt wäre, das Erz aus dem Bergwerk zu versenden, was die Arbeiten um 30 Jahre verlängern würde. Eine 14 km näherkommende Straße wurde 2005 gebaut, ohne CEGEN zu Rate zu ziehen, und Parkwächter wurden aus der Gesellschaftsstadt abgezogen. Die Gesellschaft versprach eine Angabe der Auswirkungen der Arbeiten auf die Umwelt und eine Bestandsaufnahme der Fauna und Flora auf ihrem Land vor Beginn des Bergbaus.

## Budget
Das Naturschutzgebiet Nimba-Berge wird fast vollständig von internationalen Projekten finanziert. Zwischen 1982 und 1997 gab der World Heritage Fund nahezu 350.000 US-Dollar für Erhaltungsprojekte und Ausrüstung aus. 2000 gewährte ein von WHF und GEF finanziertes UNDP-/GEF-Projekt 6 Millionen US-Dollar für ein 8-Millionen-US-Dollar-Entwicklungsprogramm zur Bewahrung und Erhaltung des Parkes (UNESCO, 2001); 2001 gab WHF einem Biodiversitätsprojekt 30.000 US-Dollar (UNESCO, 2002). 2001/2002 wurden zwei trinationale Treffen und Berichte von WHC, Rio Tinto Group und dem niederländischen IUCN-Komitee finanziert. 2003 gab WHF 30.000 US-Dollar und FFI 10.000 US-Dollar an CEGEN, um die Auswirkungen der Flüchtlingsinvasionen in Guinea allgemein und im Deré-Wald zu mildern. 2004 gewährte FFI 50.000 US-Dollar zur Förderung der zusammenarbeitenden Verwaltung im Biosphärenreservat. Zur Unterstützung des Programmes Conservation of the Biodiversity of the Nimba Mountains through Integrated and Participatory Management gab GEF 3.650.000 US-Dollar, UNDP 1.650.000 US-Dollar und FFI 200.000 US-Dollar, insgesamt 5.500.000 US-Dollar (UNESCO, 2006). Es wird erwartet, dass SMFG zu dem Projekt mit jährlich 500.000 US-Dollar beiträgt, da die Aktivitäten im Gebiet damit begonnen haben, Gewinn abzuwerfen.

## Weiterführende Literatur
1. 1 2  R. Schnell: Vegétation et flore de la région montagneuse du Nimba. In: Mémoires de l’Institut Français d’Afrique Noire. 22, 1952, S. 1–604.
2. 1 2 3  J. Adam: Flore descriptive des Monts Nimba. Vols. 1–6. Mémoires du Muséum d’Histoire Naturelle. 1971–1983, B. 20, S. 1–527, 22, S. 529–908.
3. 1 2  P. Colston, K. Curry-Lindahl: The Birds of Mount Nimba, Liberia. (= Publication No. 982). British Museum (Natural History), London 1986.
4. ↑  K. Curry-Lindahl, J. Harroy: National Parks of the World. Vol. 2, New York 1972.
5. ↑  M. Coe, K. Curry-Lindahl: Ecology of a mountain: first report on Liberian Nimba. In: Oryx. 8, 1965, S. 177–184.
 K. Curry-Lindahl: Biological investigations of the Nimba Range, Liberia. In: IUCN Bulletin. New Series. 17, 1965, S. 7.
 K. Curry-Lindahl: Activities of the Nimba Research Committee. In: IUCN Bulletin. 2, 1968, S. 1.
 K. Curry-Lindahl: Research and conservation of wildlife in Liberia. In: LAMCO News. 3, 1969, S. 5–8.
6. ↑  J. Leclerc, M. Lamotte, J. Richard-Molard, G. Rougerie, P. Porteres: La Réserve Naturelle Intégrale du Mont Nimba. La chaine du Nimba: essai géographique. Mémoires de l’Institut Français d’Afrique Noire. 43, 1955, S. 1–256.
7. ↑  J. Guibé, M. Lamotte: La réserve intégrale du Mont Nimba, 12. Batraciens. In: Mémoires de l’Institut Français d’Afrique Noire. 53, 1958, S. 241–273.
 R. Laurent: La réserve intégrale du Mont Nimba, 13. Les rainettes du genre Hyperolius. In: Mémoires de l’Institut Français d’Afrique Noire. 53, 1958, S. 275–299.
 H. Heim de Balsac: La réserve intégrale du Mont Nimba, 14. Mammiferes, Insectivores. In: Mémoires de l’Institut Français d’Afrique Noire. 53, 1958, S. 301–337.
 H. Heim de Balsac, M. Lamotte: La réserve intégrale du Mont Nimba, 15. Mammiferes rongeurs (Muscardinides et Murides). In: Mémoires de l’Institut Français d’Afrique Noire. 53, 1958, S. 339–357.
 J. Guibé, M. Lamotte: La réserve intégrale du Mont Nimba, 27. Batraciens du genre Phrynobatrachus. In: Mémoires de l’Institut Français d’Afrique Noire. 66, 1963, S. 601–627.
 V. Aellen: La Réserve Intégrale du Mont Nimba, 29. Chiroptères. In: Mémoires de l’Institut Français d’Afrique Noire. 66, 1963, S. 629–639.
 F. Angel, J. Guibé, M. Lamotte: La reserve integrale du Mont Nimba, 31. Lézards. In: Mémoires de l’Institut Français d’Afrique Noire. 40, 1954, S. 371–380.
 F. Angel, J. Guibé, M. Lamotte: La Reserve Integrale du Mont Nimba, 32. Serpents. In: Mémoires de l’Institut Français d’Afrique Noire. 40, 1954, S. 381–402.
 M. Lamotte: Observations écologiques sur les populations naturelles de Nectophrynoides occidentalis (Fam. Bufonidés). In: Bull. Biol. Fr. Belg. 93, 1959, S. 355–413.
 M. Lamotte, F. Xavier: Recherches sur le développement embryonnaire de Nectophrynoides occidentalis Angel, amphibian anoure vivipare. 1. Anns. Embryol. Morphogen. 5, 1972, S. 315–340.
8. ↑  M. Lamotte: Problèmes de la Protection et de la Gestion de la Réserve du Nimba. Rapport de mission, Division des sciences écologiques, UNESCO, 1983.
 J. Pascual, F. Soumah, S. Coumbassa, I. Traore, D. Kabala: Rapport de la Mission menée en République de Guinée, 1988. Division des Sciences Écologiques, UNESCO, 1988.
 D. Pascual, F. Soumah, A. Coumbassa, D. Kabala: Rapport de la Mission menée en Guinée, 1989. Division des Sciences Écologiques, UNESCO 1989.
9. ↑  M. Lamotte: Problèmes de la Protection et de la Gestion de la Réserve du Nimba. Rapport de mission, Division des sciences écologiques, UNESCO, 1983.
10. ↑  A. Fournier: Quelques données quantitatives sur les formations herbacées d'altitude des monts Nimba (Ouest africain). In: Bulletin du Musée National d’Histoire Naturelle. 4e série 9, section B, Adansonia 2, 1987, S. 153–166.
 R. Schnell: Les formations herbeuses montagnardes des monts Nimba (Ouest africain). In: Bulletin du Muséum National d’Histoire Naturelle. Paris, 4e série, 9 section B, Adansonia. 2, 1987, S. 137–151.
11. ↑  Y. Sugiyama: Tool-using and -making behaviour in wild chimpanzees at Bossou, Guinea. In: Primates. 20, 1981, S. 513–524.
 Y. Sugiyama: Population dynamics of wild chimpanzees at Bossou, Guinea, between 1976 and 1983. In: Primates. 25, 1984, S. 391–400.
 Y. Sugiyama: A ten-year summary of population dynamics for chimpanzees at Bossou, Guinea. In: P. Heltne, L. Marquardt (Hrsg.): Understanding Chimpanzees. Chicago Academy of Science, 1990.
 Y. Sugiyama, J. Koman: Social structure and dynamics of wild chimpanzees at Bossou, Guinea. In: Primates. 20, 1979, S. 323–339.
 Y. Sugiyama, J. Koman: A preliminary list of chimpanzees alimentation at Bossou, Guinea. In: Primates. 28, 1987, S. 391–400.
 Y. Sugiyama, J. Koman, W. Sow: Ant-catching wands of wild chimpanzees at Bossou, Guinea. In: Folia Primatol. 51, 1988, S. 56–60.